# Magnolia guangxiensis
Espèce
Statut de conservation UICN

 NT  : Quasi menacé
Magnolia guangxiensis est une espèce de plantes à fleurs de la famille des Magnoliacées. C'est un arbre endémique de Chine.

## Description
Cet arbre mesure jusqu'à 10 m de haut. Il fleurit d'avril à mai et produit des fruits de septembre à octobre.

## Répartition et habitat
Cette espèce est endémique de Chine où elle est présente dans la province du Guangxi.